# Tacoma
Tacoma es una ciudad portuaria de tamaño medio perteneciente al condado de Pierce en el estado de Washington (Estados Unidos). Se asienta en una península rodeada por el océano Pacífico, a unos 51 kilómetros de Seattle y a 50 km de la capital del estado, Olympia. En 2020 contaba con una población de unos 219 346 habitantes.

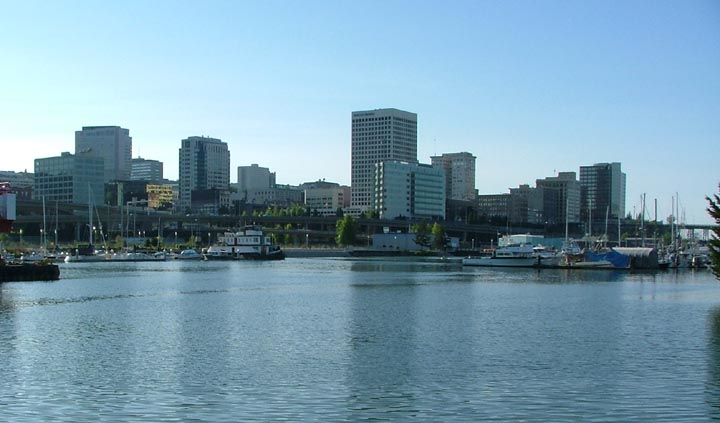
Vista de Tacoma.

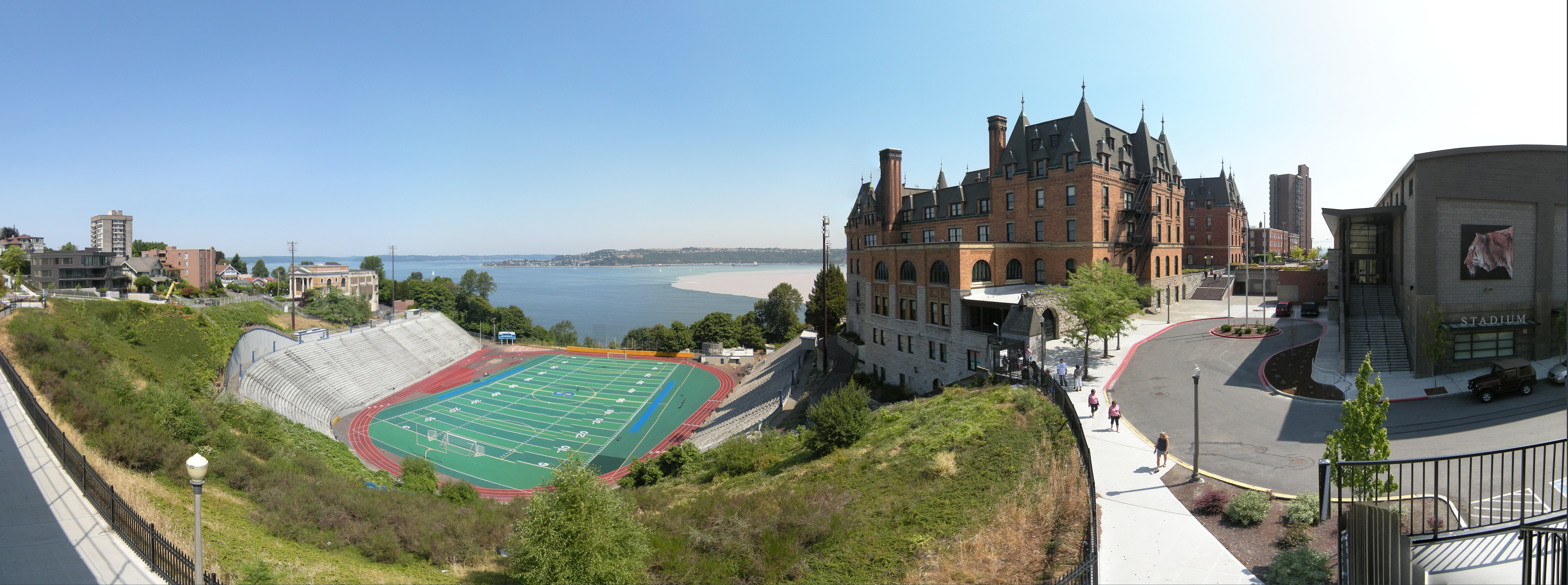
Stadium High School y Commencement Bay.

La ciudad de Tacoma adoptó su nombre debido al cercano monte Rainier, el cual fue originalmente llamado monte Tacoma o monte Tahoma. Es conocida como la «Ciudad del Destino» porque el área se eligió como terminal del ferrocarril del norte del Pacífico a finales del siglo XiX.
Aquí se elaboran metales primarios, madera, productos derivados del papel, productos químicos y alimentos procesados. Al norte se encuentra el Aeropuerto Internacional de Seattle-Tacoma.
En 1938 nació en esta ciudad, uno de los mejores jugadores de bolos de Estados Unidos, Earl Anthony.

## Historia
La ciudad fue trazada en 1868, aquí se estableció un aserradero, y en 1873 se terminó la línea férrea. El nombre de Tacoma procede del término con el que los nativos denominaban al Monte Rainier, visible desde la ciudad.
El hecho más conocido de la historia de la ciudad ocurrió el 7 de noviembre de 1940, cuando su puente entró en resonancia y sufrió un colapso estructural, hecho que pudo ser filmado.

## Educación
El distrito escolar Escuelas Públicas de Tacoma gestiona las escuelas públicas de la ciudad.